# Gela Ketaszwili
Gela Ketaszwili, gruz. გელა გიორგის ძე კეტაშვილი, ros. Гела Георгиевич Кеташвили, Gieła Gieorgijowicz Kietaszwili (ur. 27 września 1965 w Tbilisi, Gruzińska SRR) – gruziński piłkarz, grający na pozycji obrońcy, reprezentant ZSRR i Gruzji.

## Kariera piłkarska

### Kariera klubowa
W 1983 rozpoczął karierę piłkarską w klubie Torpedo Kutaisi. W następnym roku debiutował w pierwszej drużynie Dinama Tbilisi, a w 1989 został wybrany na kapitana drużyny. W końcu sezonu 1990 z powodu intryg w zespole został zmuszony do opuszczenia klubu. Sezon 1991 spędził w Gurii Lanczchuti, ale z powodu kontuzji łąkotki oraz wypadku samochodowym opuścił dużą część sezonu. Następnie cztery miesiące przebywał w rosyjskim klubie Dinamo Machaczkała, który opuścił z powodu niewykonania punktów kontraktu przez kierownictwo klubu. W sezonie 1993/94 grał w zespole swojego przyjaciela Tetri Arciwi. W 1994 roku nowy trener Dinama Tbilisi Sergo Kutiwadze poprosił go powrócić do zespołu. Piłkarz zgodził się na przejście, ale przez konflikt z trenerem odszedł z Dinama. Na początku 1995 roku szkolił się u Tarchanowa w CSKA Moskwa, ale dwa miesiące później uświadomił sobie, że kondycja fizyczna nie pozwala występować na wysokim poziomie, dlatego zakończył karierę piłkarską.

### Kariera reprezentacyjna
W latach 1986–1988 występował w olimpijskiej reprezentacji ZSRR. W 1988 na Letnich Igrzyskach Olimpijskich w Seoule w meczu finałowym z Brazylią w czasie dodatkowym po pierwszej połowie myśląc, że to już koniec meczu, skakał i krzyczał "Hura! My Mistrzowie!".
10 maja 1989 debiutował w reprezentacji ZSRR w towarzyskim meczu z Turcją (1:0). Łącznie rozegrał 3 mecze.
W 1990 rozegrał jedyny mecz w barwach reprezentacji Gruzji.

## Kariera zawodowa
Po zakończeniu kariery piłkarskiej rozpoczął pracę w policji drogowej. W 1995 roku został inspektorem ruchu w Tbilisi. Miał rangę porucznika. Również pracował jako inspektor meczów Mistrzostw Gruzji. Na początku 2005 roku pracował jako szef Wydziału Rejestracji Policji Drogowej Gruzji, zakończył służbę ze skandalem.

## Sukcesy i odznaczenia

### Sukcesy klubowe
- mistrz Gruzji: 1990, 1995
- wicemistrz Gruzji: 1991

### Sukcesy reprezentacyjne
- złoty medalista Igrzysk Olimpijskich: 1988

### Sukcesy indywidualne
- wybrany do listy 33 najlepszych piłkarzy ZSRR: Nr 2 (1989), Nr 3 (1988)

### Odznaczenia
- tytuł Mistrza Sportu ZSRR
- tytuł Zasłużonego Mistrza Sportu ZSRR:
- Order Honoru
- Prezydencki Order Doskonałości (Gruzja)